# Carmen Isabel Santamaría
Carmen Isabel Santamaría del Rey (1927, Valladolid - 27 de mayo de 2013, ibíd.) fue una poetisa española.

## Biografía
Nació en Valladolid, España en 1927. En su juventud fue una enfermera, y más tarde ocupó cargos públicos, especialmente en apoyo a la cultura. Escribió varios poemas y obras entre las que se encuentran ‘Cuentos de Navidad’ (1959) y las novelas ‘Mirza’ (infantil, 1966) y ‘Perucha Renata y la estrella Minecapulina’ (1972). En poesía publicó ‘Romances de cara y cruz a la muerte de Antonio Bienvenida’ (1976), ‘Mar de papel’ (1978), ‘Bramido’ (1982), ‘Mi corazón y el mar’ (1983) o ‘Cánticos, oración a Nuestra Señora de la Piedad’ (1993).
Murió el 27 de mayo de 2013 en Valladolid, España.